# Амр ибн Ади
Амр ибн Ади ибн Наср ибн Рабиа ибн Намарах ибн Лакхм (? - 295) је био први лахмидски краљ. Краљевство, са седиштем у ал-Хири у данашњем јужном Ираку је наследио од свог ујака, танухидског поглавице Јадхиме ибн Малика. Према предању одгајала га је мајка Ракуш која је била толико опчињена синовљевом лепотом да га је терала да носи вео. Око 268. године по наредби крањице Палмире, Зенобије убијен је Јадхима, па је тако Амр ибн Ади, у недостатку других наследника, ступио на престо. Амр је постао познат као велики поштовалац манихејске филозофије па је зато штитио њене поклонике од прогона у Сасанидском Царству. Успео је чак да наговори персијског краља Нарзеса да на неко време прекине са прогонима манихејаца. Амрово име и владавина доказани су захваљујући томе што је 272. отишао да се поклони свом персијском сизерену, а што је забележено на натпису у Паикулију.